# Guerra de Ingusetia
La guerra de Ingushetia (en ruso: Война в Ингушетии, transliterado Voyna v Ingushetii) comenzó en 2007 como una escalada de una insurgencia en Ingusetia relacionada con el conflicto separatista en Chechenia. El conflicto ha sido descrito como una guerra civil por activistas locales de derechos humanos y políticos de oposición; otros se han referido a ello como un levantamiento. A mediados de 2009, Ingusetia había superado a Chechenia como la más violenta de las repúblicas del norte del Cáucaso. Hacia 2015 la insurgencia en la República se había debilitado enormemente y el número de víctimas disminuyó sustancialmente en los años intermedios.

## Historia
El 26 de julio de 2007 se lanzó una operación de seguridad masiva en Ingusetia, debido a una serie de ataques, incluido un intento de asesinato del presidente Murat Zyazikov cinco días antes. Moscú envió 2.500 soldados MVD adicionales, casi triplicando el número de fuerzas especiales en Ingusetia.  En los días siguientes, cientos de hombres fueron detenidos en las redadas, mientras que varios agentes de seguridad murieron y resultaron heridos en los continuos ataques. En octubre de 2007, la policía y las fuerzas de seguridad de Ingusetia recibieron órdenes de dejar de informar a los medios de comunicación sobre cualquier "incidente de carácter terrorista".
En 2008, Magomed Yevloyev, propietario del sitio web de oposición sumamente crítico Ingushetia.ru, fue asesinado mientras estaba bajo custodia policial. Las secuelas del asesinato estuvieron marcadas por un aumento en la actividad separatista y la animosidad hacia Rusia y los rusos entre la población ingusetia. En el centro de esta controversia estaba el profundamente impopular presidente Murat Zyazikov, un ex general de la KGB que fue criticado tanto por grupos de derechos humanos como por algunos en el gobierno ruso. El Ministro del Interior ingusetio, Musa Medov, fue atacado por un terrorista suicida en octubre de 2008.  Finalmente, se le pidió a Zyazikov que renunciara. El 30 de octubre de 2008, el presidente ruso Dmitri Medvédev firmó un decreto para destituir a Zyazikov de su cargo y reemplazarlo por el teniente coronel Yunus-bek Yevkurov. Esto fue aclamado por la oposición ingusetia como una victoria.
Sin embargo, la violencia no terminó. Según fuentes policiales, cerca de 50 personas (entre ellas 27 rebeldes, 18 policías y dos civiles) murieron en los enfrentamientos casi diarios en esta pequeña república (menos de 500.000 habitantes) durante los primeros tres meses de 2009. Continuaron los asesinatos y los intentos de asesinato de figuras de alto perfil. El 10 de junio de 2009, Aza Gazgireeva, Vicepresidenta del Tribunal Supremo de Ingushetia, fue abatida a tiros, y el 13 de junio el ex vice primer ministro Bashir Aushev fue asesinado frente a su casa. El presidente ingusetio, Yevkurov, resultó gravemente herido en un atentado suicida con bomba el 22 de junio, y el ministro de Construcción, Ruslan Amerkhanov, fue asesinado a tiros en su oficina en agosto.  En octubre de 2010, la rama ingusetia del grupo islamista del Emirato del Cáucaso anunció una moratoria sobre el asesinato de agentes de policía; según el presidente Yevkurov, 400 policías fueron asesinados en Ingushetia en los cinco años hasta el 2 de octubre de 2010.
Después de 2010, los niveles de violencia en Ingusetia comenzaron a disminuir, esta tendencia continuó, con el total de víctimas en la República cayendo en más del 60 por ciento de 2013 a 2014. En 2014, el líder de la insurgencia Arthur Getagazhev fue asesinado por las fuerzas de seguridad. A mediados de 2015, Yevkurov declaró que la insurgencia en la República había sido "derrotada". Dijo que 80 combatientes del grupo se habían entregado y recibido amnistía y que el número de insurgentes activos restantes se redujo considerablemente. Las razones sugeridas para este declive, que se reflejó más ampliamente en toda la insurgencia en el norte del Cáucaso, incluyeron la muerte de altos comandantes de la insurgencia, el aumento de los ataques de las fuerzas de seguridad a la infraestructura de apoyo en la que dependían los insurgentes y un éxodo de insurgentes a otras zonas de conflicto.